# Solpuga zuluana
Espèce
Solpuga zuluana est une espèce de solifuges de la famille des Solpugidae.

## Distribution
Cette espèce est endémique d'Afrique du Sud.

## Description
Le mâle holotype mesure 33 mm.

## Étymologie
Son nom d'espèce lui a été donné en référence au lieu de sa découverte, le Zululand.

## Publication originale
- Lawrence, 1937 : A collection of Arachnida from Zululand. Annals of the Natal Museum, vol. 8, p. 211-273 (texte intégral).